# 屋根の上のバイオリン弾き (映画)
『屋根の上のバイオリン弾き』（原題: Fiddler on the Roof）は1971年のアメリカ合衆国の映画。ミュージカル『屋根の上のバイオリン弾き』を映画化したものである。

## キャスト
| 役名        | 俳優                         | 日本語吹替                                     |
| 役名        | 俳優                         | TBS版                                          |
| ----------- | ---------------------------- | ---------------------------------------------- |
| テヴィエ    | トポル                       | 小松方正                                       |
| ゴールデ    | ノーマ・クレイン             | 根岸明美                                       |
| パーチェク  | ポール・マイケル・グレイザー | 下條アトム                                     |
| ツァイテル  | ロザリンド・ハリス           | 山田栄子                                       |
| ホーデル    | ミシェル・マーシュ           | 幸田直子                                       |
| チャバ      | ニーバ・スモール             | 鵜飼るみ子                                     |
| フェエドカ  | レイ・ラブロック             | 古川登志夫                                     |
| 不明 その他 |                              | 叶年央                                         |
|             |                              |                                                |
| 演出        | 演出                         | 蕨南勝之                                       |
| 翻訳        | 翻訳                         | 磯村愛子                                       |
| 効果        |                              |                                                |
| 調整        |                              |                                                |
| 制作        | 制作                         | 東北新社                                       |
| 解説        | 解説                         | 荻昌弘                                         |
| 初回放送    | 初回放送                     | 1981年8月10日 『月曜ロードショー』 21:00-23:25 |

サウンドトラックの独奏ヴァイオリンはアイザック・スターンが担当した。
映画版には元のミュージカル版にはないダンスシークエンスや場面が追加されたため、映画版の編曲を担当したジョン・ウィリアムズは、元のミュージカル版の音楽（ジェリー・ボック作曲）に様々な追加を行った。ウィリアムズによる追加の音楽として特に顕著なのは、オープニングクレジットの際に流れるヴァイオリンの長大なカデンツァである。

## 受賞とノミネート
| 映画祭・賞           | 部門                                    | 候補                                                       | 結果       |
| -------------------- | --------------------------------------- | ---------------------------------------------------------- | ---------- |
| アカデミー賞         | 作品賞                                  | ノーマン・ジュイソン                                       | ノミネート |
| アカデミー賞         | 主演男優賞                              | トポル                                                     | ノミネート |
| アカデミー賞         | 助演男優賞                              | レナード・フレイ                                           | ノミネート |
| アカデミー賞         | 監督賞                                  | ノーマン・ジュイソン                                       | ノミネート |
| アカデミー賞         | 撮影賞                                  | オズワルド・モリス                                         | 受賞       |
| アカデミー賞         | 音楽賞（編曲・歌曲賞）                  | ジョン・ウィリアムズ                                       | 受賞       |
| アカデミー賞         | 美術賞                                  | マイケル・ストリンガー ピーター・ラモント ロバート・ボイル | ノミネート |
| アカデミー賞         | 音響賞                                  | デヴィッド・ヒルドヤード ゴードン・K・マッカラム           | 受賞       |
| ゴールデングローブ賞 | 作品賞 (ミュージカル・コメディ部門)     |                                                            | 受賞       |
| ゴールデングローブ賞 | 主演男優賞 (ミュージカル・コメディ部門) | トポル                                                     | 受賞       |
| 英国アカデミー賞     | 撮影賞                                  | オズワルド・モリス                                         | ノミネート |